# Pilanus proximus
Pilanus proximus är en spindeldjursart som beskrevs av Beier 1955. Pilanus proximus ingår i släktet Pilanus och familjen blindklokrypare. Inga underarter finns listade i Catalogue of Life.